# El gran Maurice
El gran Maurice (originalment en anglès, The Phantom of the Open) és una pel·lícula de comèdia dramàtica biogràfica britànica del 2021 dirigida per Craig Roberts, sobre les gestes de Maurice Flitcroft. El guió de Simon Farnaby es va basar en la biografia The Phantom of the Open: Maurice Flitcroft, The World's Worst Golfer del mateix Farnaby i Scott Murray. La pel·lícula és protagonitzada per Mark Rylance, Sally Hawkins, Rhys Ifans, Jake Davies, Christian i Jonah Lees, Mark Lewis Jones i Johann Myers. S'ha doblat i subtitulat al català.
El gran Maurice es va estrenar a la 65a edició del Festival de Cinema de Londres el 12 d'octubre de 2021, i es va estrenar al Regne Unit el 18 de març de 2022, de la mà de la distribuïdora Entertainment One. Va rebre crítiques positives.
El juliol de 2021, Sony Pictures Classics va adquirir els drets de la pel·lícula a l'Amèrica del Nord, Tailàndia, França i la Xina. Es va estrenar als Estats Units el 3 de juny de 2022.

## Sinopsi
Aquesta és la història de Maurice Flitcroft, un operador de grua en un petit poble anglès, que veu en perill el seu lloc de treball per la inestabilitat econòmica del país. Un dia, en veure un partit de golf a la televisió, s'enamora del joc i decideix participar en el torneig de golf més important del món, sense haver-hi jugat mai.

## Repartiment
- Mark Rylance com a Maurice Flitcroft
- Sally Hawkins com a Jean Flitcroft
- Rhys Ifans com a Keith Mackenzie
- Jake Davies com a Michael Flitcroft
- Christian Lees com a Gene Flitcroft
- Jonah Lees com a James Flitcroft
- Mark Lewis Jones com a Cliff
- Johann Myers com a Willie
- Simon Farnaby com a Lambert

## Producció
El maig de 2020, es va anunciar que Craig Roberts dirigiria la pel·lícula, a partir d'un guió de Simon Farnaby basada en el seu llibre biogràfic The Phantom of the Open: Maurice Flitcroft, The World's Worst Golfer. El fill de Flitcroft, James, va ser contractat com a assessor. El juny de 2020, Mark Rylance es va unir al repartiment de la pel·lícula. L'octubre de 2020, Sally Hawkins, Rhys Ifans, Jake Davies, Christian Lees, Jonah Lees, Mark Lewis Jones i Johann Myers, s'hi van afegir i es va confirmar la distribució d'Entertainment One al Regne Unit.
El rodatge principal va començar l'octubre de 2020.